# Нове (село, Мелітопольський район)
Нове́ — село в Україні, у Кирилівській селищній громаді Мелітопольського району Запорізької області. Населення становить 227 осіб. До 2017 року орган місцевого самоврядування — Атманайська сільська рада.

## Географія
Село Нове розташоване за 194 км від обласного центру та 62 км від районного центру, на правому березі річки Атманай, на протилежному березі — село Солоне.

## Історія
Село засноване 1939 року та підпорядковувалося Атманайській сільській раді Якимівського району.
3 липня 2017 року Атманайська сільська рада, в ході децентралізації, об'єднана з Кирилівською селищною громадою.
17 липня 2020 року, в результаті адміністративно-територіальної реформи та ліквідації Якимівського району, село увійшло до складу новоствореного Мелітопольського району.

## Населення
За даними перепису населення 2001 року, у селі мешкало 227 осіб.

## Мова
Мовний склад населення був таким:
| Мова       | Кількість осіб | Відсоток |
| ---------- | -------------- | -------- |
| українська | 156            | 68,72    |
| російська  | 64             | 28,19    |
| вірменська | 5              | 2,20     |
| молдовська | 2              | 0,88     |